# Windamere Hotel
Le Windamere Hotel aussi appelé  Windermere Hotel est un hôtel fondé au XIXe siècle à Observatory Hill à Darjeeling.
Il est converti en hôtel juste avant le déclenchement de la Seconde Guerre mondiale. Le film Kanchenjungha (en) de Satyajit Ray y a été tourné. Géré par Rai Bahadur Dondrub-la (Tenduf-la), Zina Rachevsky y a logé avec sa fille Rhea en avril 1967. 